# Raymond Bouvier
Raymond Bouvier, né le 30 mars 1928 à Bogève et mort le 18 octobre 2001 à Bogève, est un homme politique français.